# Artur Błażejewski (piłkarz)
Artur Błażejewski (ur. 1 stycznia 1981 w Poznaniu) – polski piłkarz, grający na pozycji pomocnika.
Jest wychowankiem klubu Nielba Wągrowiec, skąd trafił do znanej szkółki piłkarskiej MSP Szamotuły. W latach późniejszych zawodnik Pogoni Szczecin, Śląska Wrocław, greckiego Apollon Smyrnis, ŁKS-u Łódź, Piotrcovii Piotrków Tryb., ponownie Pogoni, Ruchu Chorzów, Radomiaka Radom, Odry Opole, Odry Wodzisław, Zagłębia Sosnowiec, a od wiosny 2009 ponownie Nielby Wągrowiec. W I lidze zadebiutował 31 lipca 1999 w meczu Pogoni przeciwko Stomilowi Olsztyn. Zagrał w niej łącznie 15 spotkań w barwach trzech klubów.
Obecnie (grudzień 2015) Artur Błażejewski gra w futsal w drużynie Nerazzurri Wągrowiec.